# Chrysoperla deserticola
Chrysoperla deserticola är en insektsart som beskrevs av Hölzel och Ohm 2003. Chrysoperla deserticola ingår i släktet Chrysoperla och familjen guldögonsländor. Inga underarter finns listade i Catalogue of Life.